# 대한민국 형법 제213조
대한민국 형법 제213조는 형법 제207조 1항 내지 3항의 예비 · 음모죄에 관한 형법 각칙의 조문이다. 외국인이 한국 밖에서 이 범죄를 저지르더라도 예외적으로 처벌하고 있다

## 조문
제213조 【예비 · 음모】 
제207조 제1항 내지 제3항의 죄를 범할 목적으로 예비 또는 음모한 자는 5년 이하의 징역에 처한다.
단, 그 목적한 죄의 실행에 이르기 전에 자수한 때에는 그 형을 감경 또는 면제한다.

## 같이 보기
- 통화에 관한 죄
- 형법 제207조

1. ↑  대한민국 형법 제5조(외국인의 국외범)